# 圣洛朗德莱韦祖
圣洛朗德莱韦祖（法語：Saint-Laurent-de-Lévézou，法語發音：[sɛ̃ loʁɑ̃ də levezu]）是法国阿韦龙省的一个市镇，属于米约区。

## 地理
圣洛朗德莱韦祖（44°12'28"N, 2°57'31"E）面积23.33 平方千米，位于法国奧克西塔尼大區阿韦龙省，该省份为法国南部内陆省份，位于法國中央高原南部，北起顺时针与康塔爾省、洛泽尔省、加尔省、埃罗省、塔恩省、塔恩-加龙省和洛特省接壤。
与圣洛朗德莱韦祖接壤的市镇（或旧市镇、城区）包括：圣博泽利、圣莱翁、韦赞德莱韦祖、屈朗。

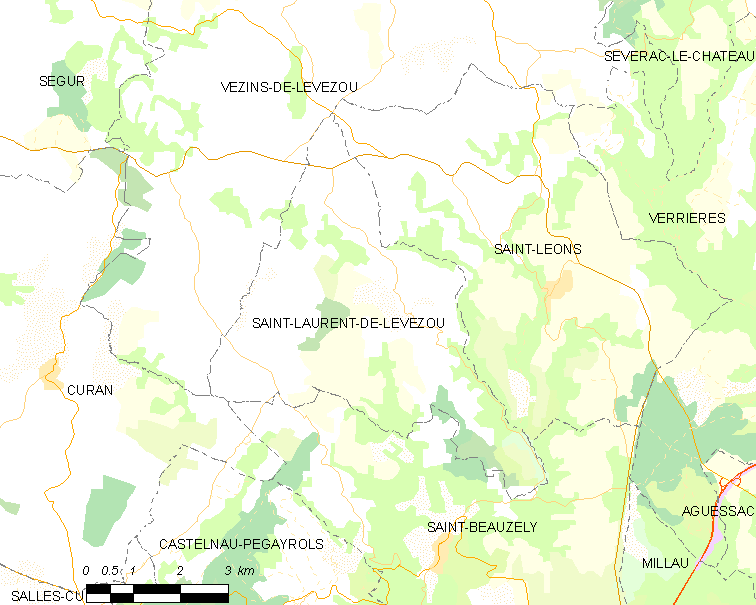
圣洛朗德莱韦祖的OSM定位图

圣洛朗德莱韦祖的时区为UTC+01:00、UTC+02:00（夏令时）。

## 行政
圣洛朗德莱韦祖的邮政编码为12620，INSEE市镇编码为12236。

## 政治
圣洛朗德莱韦祖所属的省级选区为拉斯普-莱韦祖县。

## 人口

1962-2008年间圣洛朗德莱韦祖人口变化图示

圣洛朗德莱韦祖于2022年1月1日时的人口数量为157人。